# مسجد قاضی مار الكبير
مسجد قاضی مار الكبير هو مسجد شهير وكبير يقع في قلب مدينة مادوراي على بعد 500 متر من بريار وسط المدينة ومن موقف الحافلات وعلى بعد كيلو متر واحد جنوب شرق مفرق مادوراي و800 متر من جنوب إلى الغرب من معبد ميناكشي، وقد تلقى القاضي سيد تاج الدين سليل عائلة إسلامية والذي جاء من عمان خلال القرن الثالث عشر الميلادي أرض المسجد من الملك بنديا الذي حكم جنوب الهند في الفترة بين (1268 – 1308) والذي شيد المسجد الذي يعد أول مسجد بني للمسلمين في مادوراي, ويتسع المسجد لحوالي 2500 مصلي .

## المقبرة
تقع أيضا داخل مبنى المسجد مقبرة مادوراي تحوي على جميع أحفاد وهم : حضرة مير أحمد ابرهيم وحضرة سيد عباس سلام إبراهيم رحمة الله الأيهم وحضرة مير أمجد إبراهيم، وكلهم عاشوا في نفس المكان شارع كاظمار لأكثر من 700 سنة، وأصبحوا وذريتهم من بعدهم القائمين على المسجد منذ ذلك الحين, وينتمي المسلمون في كاظمار إلى المذهب الحنفي .

## المدرسة
يقع مدرسة حضرة القاضي سيد تاج الدين العربي داخل المسجد، وتعد مدارس دينية داخل حرم المسجد، وتحوي على 120 طالب يتعلمون اللغة العربية الأساسية .

## الأئمة المسجد
يتم تعيين أئمة ومدرسي المسجد من قبل حكومة القاضي في مادوراي كل عصر منذ القرن الثالث عشر الميلادي أي منذ فترة حضرة القاضي سيد تاج الدين, ويقوم امام المسجد على إمامة الصلوات الخمس والقيام بخطب الجمعة .

## الإدارة
يجري إدارة مسجد كاظمار الكبير من قبل أحفاد القاضي سيد تاج الدين من يوم بدء المسجد حتى اليوم، ويوجد هناك حوالي 600 طالب علم في المسجد يتم من بينهم اختيار لجنة لإدارة المسجد، في الوقت الحاضر يدار المسجد من قبل مجلس الأمناء مختارة من أربع أشخاص من بين طلاب العلم المتواجدين في المسجد والذين هم أحفاد مؤسس المسجد، ومدة هذا المجلس ثلاث سنوات .

## عرض 360 درجة
كون مسجد كاظمار الكبير أقدم وأهم مسجد في ولاية تاميل نادو , يتم وضع المسجد الكبير في القائمة عرض 360 درجة من موقع دينمالار التاميل اليومي على الإنترنت .